# Kanton Arracourt
Kanton Arracourt (fr. Canton d'Arracourt) byl francouzský kanton v departementu Meurthe-et-Moselle v regionu Lotrinsko. Tvořilo ho 11 obcí. Zrušen byl po reformě kantonů 2014.

## Obce kantonu
- Arracourt
- Athienville
- Bathelémont
- Bezange-la-Grande
- Bures
- Coincourt
- Juvrecourt
- Mouacourt
- Parroy
- Réchicourt-la-Petite
- Xures